# داوید لوسانو
داوید لوسانو (اسپانیایی: David Lozano‎؛ زادهٔ ۲۱ دسامبر ۱۹۸۸) دوچرخه‌سوار اهل اسپانیا است.
از باشگاه‌هایی که در آن رکاب زده‌است می‌توان به تیم دوچرخه‌سواری نووو نوردیسک، و تیم دوچرخه‌سواری نووو نوردیسک، اشاره کرد.